# En fiskers hverdag
En fiskers hverdag er en dansk dokumentarfilm fra 1997 instrueret af Kète Pedersen.

## Handling
Skildring af en fiskers hverdag fra de sejler ud om morgenen, og indtil de vender tilbage igen. Morgenstemning kl. 03:00, udsejling, fiskenet ud, samtale mellem kutter, fisk i land, hjemtur.